# Liste der Stolpersteine in Attendorn
In der Liste der Stolpersteine in Attendorn werden die vorhandenen Gedenksteine aufgeführt, die im Rahmen des Projektes Stolpersteine des Künstlers Gunter Demnig bisher in Attendorn verlegt worden sind.

## Verlegte Stolpersteine
| Adresse                                       | Name                 | Inschrift | Verlegedatum  | Bild | Anmerkung                                     |
| --------------------------------------------- | -------------------- | --- | ------------- | ---- | --------------------------------------------- |
| Am Gerbergraben Ecke Bleichergasse (Standort) | Lothar Guthmann      | Hier wohnte Lothar Guthmann Jg. 1898 deportiert 1942 Izbica ermordet                                           | 1. Sep. 2008  |      | geboren am 28. Juni 1898 in Attendorn         |
| Am Gerbergraben Ecke Bleichergasse (Standort) | Helene Taitel        | Hier wohnte Helene Hildegard Taitel geb. Guthmann Jg. 1895 deportiert ermordet im Ghetto Dombrowa              | 1. Sep. 2008  |      | geboren am 8. August 1895 in Attendorn        |
| Kölner Straße 40 (Standort)                   | Else Ursell          | Hier wohnte Else Ursell geb. Hentschel Jg. 1890 deportiert 1942 Theresienstadt ermordet 28.101942 in Auschwitz | 15. Nov. 2006 |      | geboren am 13. April 1890 in Golmbach         |
| Kölner Straße 40 (Standort)                   | Günther Ursell       | Hier wohnte Günther Ursell Jg. 1921 deportiert ermordet 1941 in Auschwitz                                      | 15. Nov. 2006 |      | geboren am 10. April 1921 in Attendorn        |
| Kölner Straße 40 (Standort)                   | Jakob Herbert Ursell | Hier wohnte Jakob Herbert Ursell Jg. 1926 deportiert ermordet 8.4.1942 in Majdanek                             | 15. Nov. 2006 |      | geboren am 7. März 1926 in Attendorn          |
| Kölner Straße 40 (Standort)                   | Martha Ursell        | Hier wohnte Martha Ursell geb. Kahn Jg. 1878 deportiert 1942 Trawniki ???                                      | 15. Nov. 2006 |      | geboren am 10. August 1888 in Eschwege        |
| Niederste Straße 5 (Standort)                 | Karl Ursell          | Hier wohnte Karl Ursell Jg. 1877 deportiert 1942 Theresienstadt ermordet 30.10.1942                            | 15. Nov. 2006 |      | geboren am 19. Mai 1877 in Attendorn          |
| Niederste Straße 5 (Standort)                 | Hella Ursell         | Hier wohnte Hella Ursell Jg. 1919 deportiert 1941 Minsk ermordet 1943                                          | 15. Nov. 2006 |      | geboren am 3. März 1919 in Attendorn          |
| Niederste Straße 5 (Standort)                 | Paula Ursell         | Hier wohnte Paula Ursell geb. Neuwahl Jg. 1880 deportiert 1942 Theresienstadt ermordet 15.5.1944 in Auschwitz  | 15. Nov. 2006 |      | geboren am 26. November 1880 in Gelsenkirchen |
| Wasserstraße 1 (Standort)                     | Hermann Stern        | Hier wohnte Hermann Stern Jg. 1874 deportiert Richtung Osten ermordet in Minsk                                 | 15. Nov. 2006 |      | geboren am 20. Februar 1874 in Siegen         |
| Wasserstraße 1 (Standort)                     | Emilie Stern         | Hier wohnte Emilie Stern geb. Lenneberg Jg. 1881 deportiert Richtung Osten ermordet in Minsk                   | 15. Nov. 2006 |      | geboren am 24. September 1881 in Attendorn    |
| Wasserstraße 1 (Standort)                     | Emil Stern           | Hier wohnte Emil Stern Jg. 1877 vor Deportation Flucht in den Tod 25.7.1942                                    | 15. Nov. 2006 |      | geboren am 18. September 1877 in Siegen       |
| Wasserstraße 1 (Standort)                     | Betty Stern          | Hier wohnte Betty Stern Jg. 1890 vor Deportation Flucht in den Tod 25.7.1942 tot 29.7.1942 im Gefängnis        | 15. Nov. 2006 |      | geboren am 6. Januar 1890 in Siegen           |
| Wasserstraße 1 (Standort)                     | Erna Falk            | Hier wohnte Erna Falk geb. Cohn Jg. 1904 deportiert 1944 ermordet in Auschwitz                                 | 15. Nov. 2006 |      | geboren am 30. September 1904 in Attendorn    |